# Il dubbio (opera teatrale)
Il dubbio (Doubt: A Parable) è un'opera teatrale scritta da John Patrick Shanley, portato in scena per la prima volta al Manhattan Theatre Club di New York il 23 novembre 2004. Nel marzo del 2005 la produzione si è trasferita al Walter Kerr Theatre di Broadway fino al 2 luglio 2006, con 525 rappresentazioni e 25 anteprime.
Nel 2005, il testo di Shanley ha vinto il Premio Pulitzer per la drammaturgia oltre al Drama Desk Award e al Tony Award come miglior testo.

## Sinossi
Bronx 1964, Padre Flynn è prete cattolico che insegna, con metodi innovativi, presso una scuola parrocchiale del Bronx. La modernità, con la quale si approccia agli studenti, non viene vista di buon occhio dalla direttrice dell'istituto, Aloysius Beauvier, che sospetterà il prete di aver abusato sessualmente dell'unico ragazzino di colore dell'istituto, Donald Muller. Sorella James, giovane insegnante stimatrice di padre Flynn e spesso in conflitto con la direttrice, dovrà suo malgrado testimoniare contro l'uomo, asserendo di aver visto il ragazzino uscire dallo studio di padre Flynn e di aver sentito il suo alito puzzare di alcool. Questi tre personaggi daranno vita ad un crescendo di tensione ed alimentando il dubbio, nel delicato confine tra innocenza e colpevolezza.

## Produzione
I primi attori a portare in scena l'opera sono stati: Cherry Jones nei panni di Sorella Aloysius, Brían F. O'Byrne come Padre Flynn, Heather Goldenhersh come Sorella James e Adriane Lenox come Mrs. Muller. Successivamente, nel 2006, O'Burne, Jones e Goldenhersh furono sostituiti rispettivamente da Ron Eldard, Eileen Atkins e Jena Malone.
La prima australiana è stata portata in scena al Sydney Opera House dalla Sydney Theatre Company il 4 febbraio 2006. La versione asiatica ha debuttato a Singapore il 21 marzo 2006 e nelle Filippine il 2 giugno 2006. Il dubbio è stato portato in scena anche in Gran Bretagna al Tricycle Theatre, in Polonia al Polonia Theatre e in Francia, dove è stato rappresentato a Parigi con la regia di Roman Polański.
L'opera di Shanley è stata portata in scena anche in Italia nel 2008 dalla Hurlyburly e Alien produzioni con un adattamento a cura di Margaret Mazzantini e la regia di Sergio Castellitto. I ruoli principali di Sorella Aloysius (Sorella Aloysa nell'edizione italiana) e Padre Flynn sono stati interpretati da Lucilla Morlacchi e Stefano Accorsi; Sorella James e Mrs Muller sono state rispettivamente Alice Bachi e Nadia Kibout.

## Adattamento cinematografico
La Miramax Films ha realizzato un adattamento cinematografico del dramma, prodotto da Scott Rudin e diretto dallo stesso John Patrick Shanley. I ruoli principali di Sorella Aloysius e Padre Flynn sono stati interpretati da Meryl Streep e Philip Seymour Hoffman, Amy Adams vesti i panni di Sorella James, mentre Viola Davis è Mrs. Muller (nel film Mrs. Miller).